# Los Chiquitos de Algeciras
Los Chiquitos de Algeciras, Vol. 1, 2 y 3 es una serie de grabaciones del dúo homónimo, integrado por Paco de Lucía y Pepe de Lucía, publicadas originalmente en 1961 por Hispavox a través de 3 EPs de 4 canciones cada uno, y reeditados en 1982 como un LP conteniendo las 12 canciones.
Después se vuelve a reeditar en formato CD en 2003 por EMI.

## Detalles
De acuerdo a la nota de contraportada de los EP:
«Forman esta agrupación Pepito y Paquito Sánchez, hijos del gran artista del género flamenco, el guitarrista Antonio Sánchez Pecino, de Algeciras (Cádiz) cuna de estos artistas [...] Aún no se han presentado al público de una forma oficial "Los Chiquitos de Algeciras", pero han sido escuchados por relevantes personalidades del arte, que les han dedicado efusivos elogios, realizando inmediatamente actuaciones en Televisión Española y en distintas sesiones de carácter particular y benéfico, cosechando siempre el éxito que era de esperar en tan pequeños, y al mismo tiempo grandes artistas.»
En los temas encontramos un respeto a la tradición flamenca y un homenaje a los mayores, como Antonio Chacón o Enrique El Mellizo.
Estas grabaciones recogen el primer material publicado de Paco de Lucía, grabado a sus 12 años de edad.

## Temas
| Pista | Título                                                    | Autor              | Interpretaciones | Duración |
| ----- | --------------------------------------------------------- | ------------------ | ---------------- | -------- |
| 1     | Hasta la fe de bautismo - Soleares de Cádiz               |                    |                  | 04:19    |
| 2     | Llorando gotas de sangre - Tientos de Cádiz               |                    |                  | 03:56    |
| 3     | Mira lo que te he 'comprao' - Tarantos                    |                    |                  | 05:10    |
| 4     | Que grande el castigo - Siguiriyas                        | Manuel Torres      |                  | 05:49    |
| 5     | Ya no le temo a la muerte - Soleares                      | Alcalá             |                  | 04:56    |
| 6     | Qué blancas canas te peinas - Malagueñas                  | Enrique El Mellizo |                  | 04:09    |
| 7     | Si ahora tú no te arrepentías - Soleares viejas de Triana |                    |                  | 03:37    |
| 8     | Un pastor en la sierra - Serranas                         |                    |                  | 05:00    |
| 9     | Le estoy pidiendo a la Virgen - Tientos                   | Antonio Chacón     |                  | 04:15    |
| 10    | A buscar la flor - Malagueñas                             | Antonio Chacón     |                  | 04:19    |
| 11    | Tú no debes tener celos - Debla, Martinete y Toná         |                    |                  | 03:27    |
| 12    | A clavito y a canela - Siguiriyas                         | Antonio Chacón     |                  | 04:18    |

## Intérpretes
- Pepe de Lucía: cantaor

- Paco de Lucía: guitarra